# 托莱多城堡

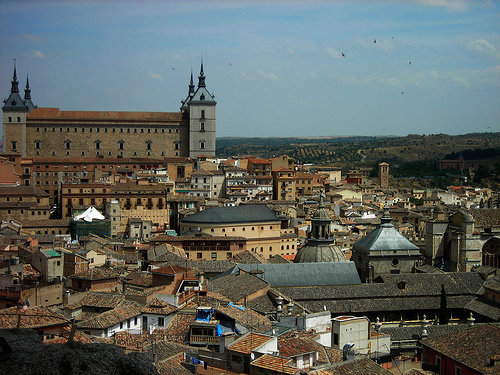
托莱多城堡（左侧）

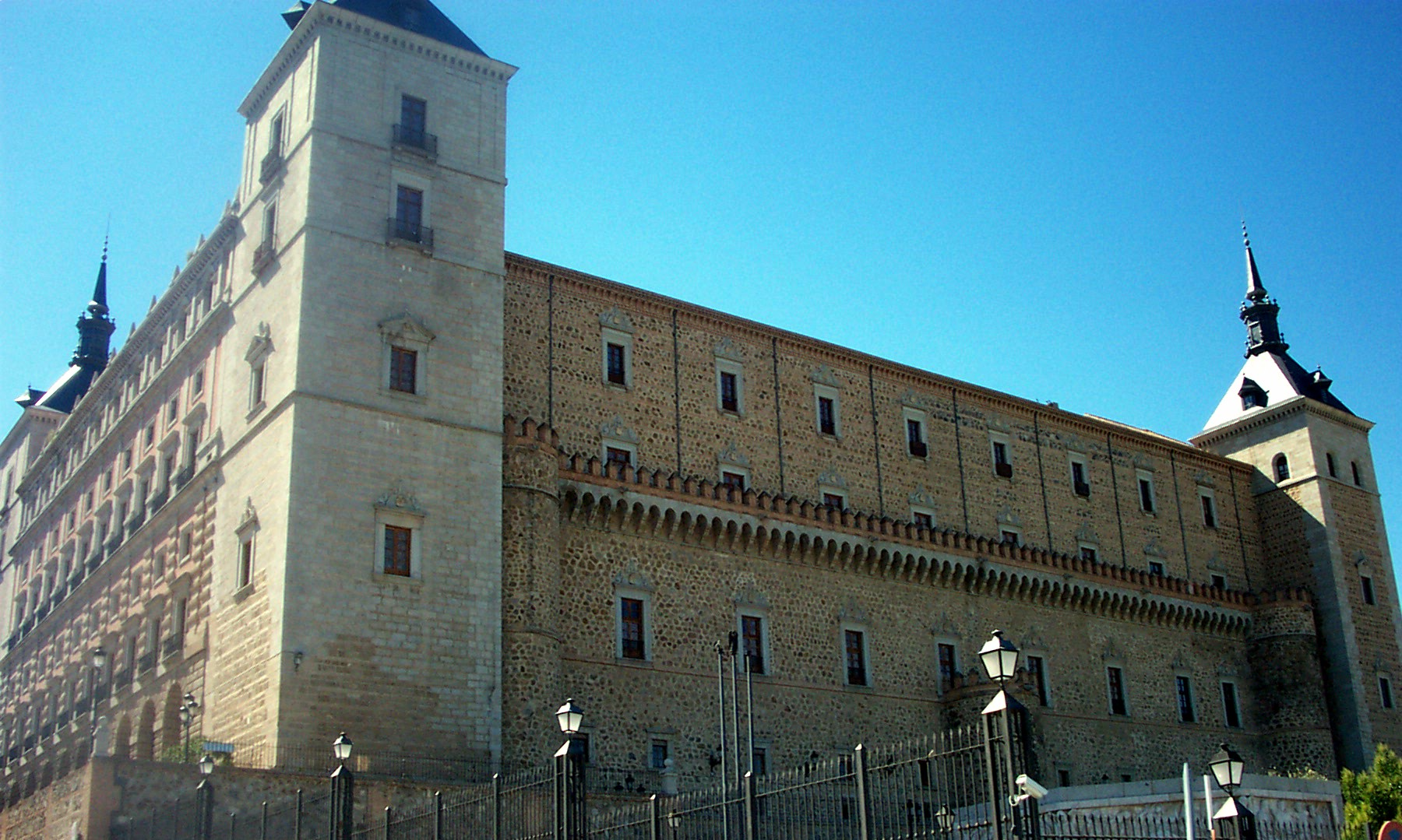
立面

托莱多城堡（西班牙語：Alcázar de Toledo）是一座石砌城堡，位于西班牙托莱多的最高处。公元3世纪曾为罗马宫殿，查理五世和腓力二世在1540年代将其恢复。1521年，埃尔南·科爾特斯在征服阿茲特克之后，在此接受查理五世召见。
在西班牙内战期间，何塞·莫斯卡多上校据守城堡，抵抗西班牙第二共和国军队的围攻。1936年7月23日 ，共和军俘虏了莫斯卡多24岁的儿子路易斯·莫斯卡多。托莱多工人民兵队队长坎迪多·卡贝略政委打电话给莫斯卡多上校，告诉他如果城堡在十分钟内不投降，路易斯将被枪杀。莫斯卡多要求与儿子通话，然后他告诉路易斯：“把你的灵魂交给上帝，像爱国者一样死去，高喊‘基督君王万岁’和‘西班牙万岁’，托莱多城堡是不会投降的。”路易斯回答说：“那，我能做到。”虽然有人认为路易斯立即被枪杀，但其他说法是，他实际上是在一个月后“为报复空袭”而被枪杀的。
到围攻结束时，该建筑遭到严重破坏。战争结束后，它被重建，现在卡斯蒂利亚-拉曼恰自治区图书馆和托莱多军事博物馆（Museo del Ejército）设于其内。
内战使该建筑成为西班牙民族主义的象征，一份命名为《城堡》的极右报纸由此创办，在佛朗哥去世后的西班牙民主转型时期，是反对改革的佛朗哥主义者的喉舌。